# San Julián, Jalisco
San Julián är en kommunhuvudort i Mexiko.   Den ligger i kommunen San Julián och delstaten Jalisco, i den centrala delen av landet, 400 km nordväst om huvudstaden Mexico City. San Julián ligger 2 067 meter över havet och antalet invånare är 12 752.
Terrängen runt San Julián är huvudsakligen platt, men västerut är den kuperad. Runt San Julián är det ganska glesbefolkat, med 45 invånare per kvadratkilometer. San Julián är det största samhället i trakten. I omgivningarna runt San Julián växer huvudsakligen savannskog.